# Michael Dummett
Sir Michael Anthony Eardley Dummett (27 de Junho de 1925 – 27 de Dezembro de 2011) foi um filósofo inglês. Foi Professor Wykeham de Lógica da Universidade de Oxford, de 1979 a 1992. O seu trabalho é especialmente bem conhecido na área das teorias da verdade e significado, e as suas implicações no debate entre realismo e antirrealismo. Tem também escrito sobre história da filosofia, filosofia da matemática, filosofia da lógica e filosofia da linguagem. E tem trabalhos escritos sobre tarot.

## Filosofia
A filosofia de Dummett inspira-se em grande medida na filosofia de Frege e Wittgenstein. Os temas mais importantes da própria filosofia de Dummett dizem respeito à metafísica e à filosofia da linguagem, e em particular ao modo como se inter-relacionam. Até que ponto o realismo é sustentável foi questão metafísica que o próprio Dummett abordou. Considera que um ingrediente essencial de uma posição antirrealista é a rejeição do princípio da bivalência da lógica clássica. Por isso, as questões metafísicas têm consequências para a lógica. Por outro lado, a questão de saber que lógica está correta tem de ser resolvida pela teoria do significado. Logo, defende Dummett, o modo correto de abordar estas questões inter-relacionadas é começar pela teoria do significado e, na posse de uma teoria correta do significado, seremos também capazes de resolver as questões lógicas e metafísicas.
Uma teoria do significado para uma língua deve explicar o que é saber o significado das várias frases da língua. Tendo em conta a natureza pública do significado, o conhecimento em causa deve manifestar-se no uso que fazemos das frases, e a teoria do significado deve descrever como o conhecimento se manifesta. A discussão mais abrangente do caminho proposto por Dummett a partir da teoria do significado para a metafísica ocorre em “The Logical Basis of Metaphysics”, Dummett também contribuiu para a filosofia do intuicionismo matemático em "Elements of Intuitionism", que trata profundamente os vários aspectos filosóficos, lógicos e matemáticos desta doutrina. 
Durante sua vida Dummett também se dedicou ao estudo do Tarot. Sobre este tema, ele publicou vários livros e colaborou com Giordano Berti e Andrea Vitali para o catálogo da exposição Tarocchi. Gioco e Magia alla Corte degli Estensi (Ferrara, 1987).

## Obras
- Frege: Philosophy of Language (1973)
- Elements of Intuitionism (1977)
- Truth and Other Enigmas (1978)
- The Interpretation of Frege’s Philosophy (1981)
- Frege: Philosophy of Mathematics (1991)
- The Logical Basis of Metaphysics (1991)
- Frege and Other Philosophers (1991)
- Origins of Analytical Philosophy (1993)
- The Seas of Language (1993)
- Truth and the Past (2005)
- Thought and Reality (2006)
- The Nature and Future of Philosophy (2010)